# Baby's Toilet
Baby's Toilet è un cortometraggio muto del 1905 diretto da Cecil M. Hepworth. La bambina che appare nel film è la stessa figlia del regista, Elizabeth.

## Trama
Le operazioni che accompagnano il bagnetto di una bambina eseguite da una tata: come lavarla, asciugarla, metterle il talco. E, poi, pesarla, vestirla e darle la pappa con il poppatoio.

## Produzione
Il film fu prodotto dalla Hepworth.

## Distribuzione
Distribuito dalla Hepworth, il documentario - un cortometraggio della lunghezza di tre minuti - presumibilmente uscì nelle sale cinematografiche britanniche nel 1905.
Il film è visibile su You Tube.